# Marvelous
株式會社Marvelous（日语：株式会社マーベラス，中文译名：惊叹公司），簡稱「MARV」，是日本一家影音及遊戲軟體公司。

## 概要
Marvelous最早的前身Marvelous Entertainment是SEGA的關係企業，LOGO採用簡稱「MMV」，涵義是「Marvelous Music Vibration」，指「有魅力的音樂如波紋般大幅擴散出去」。Marvelous主要業務為發售動畫及遊戲軟體的CD及DVD。
中山隼雄卸任SEGA社長，於1998年12月設立投資公司「Amuse Capital」（アミューズキャピタル），其子中山晴喜亦擔任董事，以管理层收购（MBO）方式收購Marvelous Entertainment。Marvelous Entertainment成為獨立公司後，旭通信社動畫製作人片岡義朗就任關係企業總經理，以其任職旭通信社時累積的人脈與基礎知識跨足動畫製作，並與「Nelke Planning」（ネルケプランニング）協調將動畫作品舞台劇化。
Marvelous委託的CD總經銷，2011年1月以前為日本Geneon環球娛樂，2011年2月以後為日本索尼音樂娛樂系統。

## 歷史
- 1997年6月25日，株式会社Marvelous Entertainment（Marvelous Entertainment Inc.）成立於東京都港區元赤坂，資本額為5,000萬日圓；9月，總部搬至東京都港區赤坂。

- 2000年3月，總部搬至東京都港區南麻布。

- 2001年7月，將其著作權及出版權管理事業獨立為100%出資的子公司「Marvelous音樂出版」（マーベラス音楽出版）。

- 2002年11月18日，Marvelous Entertainment在JASDAQ股票上市。

- 2003年3月31日，取得影音及電子遊戲軟體製作公司「勝利互動軟件」（ビクターインタラクティブソフトウェア，現今JVC建伍勝利娛樂）的已發行股票總數55%，子公司化並改名為「Marvelous Interactive」（マーベラスインタラクティブ）；9月，取得其已發行股票總數100%，Marvelous Interactive完全子公司化。

- 2004年4月，總部搬至東京都澀谷區惠比壽。

- 2005年3月9日，股票在東京證券交易所第二部上市；5月，在美國設立「Marvelous Entertainment USA, Inc.」。

- 2007年4月，吸收合併Marvelous音樂出版；6月30日，吸收合併Marvelous Interactive，將「MMV」的涵義改為「Marvelous Media Vibration」。

- 2009年7月，總部搬至東京都品川區東品川。

- 2011年10月1日，吸收合併AQ Interactive與Liveware，更名為株式會社Marvelous AQL（Marvelous AQL Inc.，MAQL）。

- 2012年11月1日，股票在東京證交所第一部上市。

- 2014年3月20日，Marvelous AQL宣布于同年7月1日再次更名为Marvelous，以强化品牌知名度。[5]

- 2016年5月12日，宣布前日本微软Xbox事业部经理泉水敬将担任取締役副社長。[6]

- 2020年5月25日，宣布腾讯旗下全资子公司意像架構投資(香港)（Image Frame Investment (HongKong)）已收购Marvelous公司股票并占股达到20%，成为公司最大股东。[7]

- 2022年6月25日，祝賀Marvelous 25週年。

## 旗下公司
- 株式会社G-mode（G-mode Co., Ltd.）
- 株式会社Entersphere（Entersphere Inc.）
- 株式会社Delfisound（Delfisound Inc.）
- Marvelous USA, Inc.（運作品牌「XSEED Games」）
- Marvelous Europe Limited（運作品牌「Marvelous Games」）
- Honey∞Parade Games

## 企業標誌

MMV時期標識 （1997年至2011年）
MAQL時期標識 （2011年至2014年）
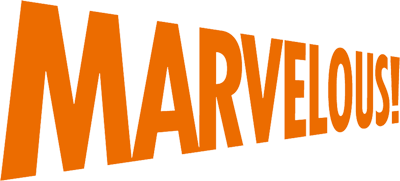
現行標識 （2014年至今）

## 外部連結
- MMV[]→MAQL[]→MARV （页面存档备份，存于）
- XSEED JKS[]→Marvelous USA （页面存档备份，存于）
- XSEED Games （页面存档备份，存于）
- Marvelous AQL Europe[]→Marvelous Games （页面存档备份，存于）
- YouTube上的Marvelous Game Channel頻道